# サンエイ薬品
サンエイ薬品株式会社（さんえいやくひん）は、徳島県徳島市中吉野町に本社を置いていた医薬品・衛生材料を卸す企業。
現在メディセオ・パルタックホールディングスグループの一社「よんやく」である。

## 概要
- 本社：〒770-0804 徳島県徳島市中吉野町1-13
- 代表取締役社長：浅尾健一
- 設立：1958年（昭和33年）9月
- 資本金：3,000万円

## 沿革
- 1965年（昭和40年）4月
  - ビザン薬品（旧・ビザン薬局）が「内田風雲堂」・「(有)田口薬局」の卸部門を吸収しサンエイ薬品と商号変更。
- 1966年（昭和41年）12月
  - 徳島県徳島市中吉野町1-13に本社新築移転。
- 1969年（昭和44年）5月
  - 「中澤薬業株式会社」と業務提携。
- 1970年（昭和45年）9月
  - 大阪府大阪市に「株式会社ビザン」設立。香川県高松市に「高松駐在所」開設（動物薬販売会社として設立）。
- 1972年（昭和47年）12月
  - 「高松駐在所」を「高松営業所」に新築移転。
- 1973年（昭和48年）11月
  - 愛媛県松山市に「松山サンエイ薬品株式会社」設立。
- 1974年（昭和49年）9月
  - 「西部営業所」設立。
- 1977年（昭和52年）10月
  - 「松山サンエイ薬品」撤収。
- 1979年（昭和54年）4月
  - 「配送センター」新築移転。
- 1981年（昭和56年）4月
  - 「四国薬業厚生年金基金」設立。
- 1999年（平成11年）
  - 松本薬品(株)とサンエイ薬品(株)が合併し(株)よんやくとして発足。

## 主な取引メーカー
- 武田薬品
- 山之内製薬
- 大日本製薬
- 日本新薬
- 富山化学

## 取引メーカー
- 武田薬品
- 天藤製薬
- グレラン製薬
- 清水製薬
- 千寿製薬
- 帝国臓器
- 日本チバガイギー
- 日本レダリー
- バイエル薬品
- ビオフェルミン製薬
- 山之内製薬
- 大日本製薬
- 日本アボット
- マルビーサール
- 吉富製薬
- エーザイ
- 日本新薬
- シオエ製薬
- 富山化学
- ゼリア新薬
- 協和発酵
- 森下製薬
- 日本ロシュ
- 日本グラクソ
- 台糖ファイザー
- 津村順天堂
- 大塚製薬工場
- 菱山製薬
- 科研製薬
- SKF藤沢
- 萬有製薬
- マルホ
- 宇治製薬
- 帝三製薬
- 日清製薬
- カネボウ
- 杏林製薬
- 小野薬品
- 日研化学
- 日本スクイブ
- ダイヤ薬品
- ヤクルト本社
- ラクール薬品
- 日本点眼
- 大正製薬
- アスゲン製薬
- 稲畑産業
- ソーダニッカ
- ミヤリサン
- 北陸製薬
- 保栄薬工
- 参天製薬
- 荒川長太郎
- SKF日本支社
- 新高橋盛大堂
- ロート製薬
- 日本ヴィックス
- 久光製薬
- 森下仁丹
- 鈴木日本道
- 小林製薬
- 丹平商事
- 救心商事
- 共立薬品工業
- 大幸薬品
- 森永乳業
- 和光堂
- ホーユー
- クロレラ工業
- 山口医療器
- 藤本
- 白元西部販売
- 太田胃散
- シェル化学
- 林原商事
- 大同製薬
- 河合製薬
- わかもと製薬
- 堀内伊太郎商店
- 山田薬品
- 大木製薬
- 若林製薬
- 阪急共栄物産
- ムネ製薬
- 星製薬
- ニチバン
- 近江兄弟社
- 金星商会
- シロハト薬品
- ハート十字製薬
- 日野薬品
- 松田医薬品
- 宮本製薬
- フェミニン
- キング製品
- 徳島パルタック
- カタタ薬品工業
- 福田屋薬局
- 内田風雲堂
- ローヤル薬品

## 営業所
徳島県
- 徳島市
- 三好郡東みよし町